# L'Ange blessé (film)
 (janvier 2020).
Pour l’article homonyme, voir L'Ange blessé.
Pour plus de détails, voir Fiche technique et Distribution.
L'Ange blessé (Жаралы періште, Ranenyy angel) est un film kazakh réalisé par Émir Bayğazin en 2015. Il illustre en autant de tableaux, quatre portraits d'adolescents, dans le Kazakhstan des années 90, confrontés à la vie, à la difficulté d'y trouver une place, et aux choix à faire. Le film fait une référence explicite au tableau l'Ange blessé du peintre symboliste finlandais Hugo Simberg, et à ses fresques de la cathédrale de Tampere.

## Synopsis
Encadrés par une introduction et un final courts, le film développe quatre histoires: dans la première, Jaras, qui travaille à côté de l'école pour aider sa mère, car son père est en prison, se retrouve, après le retour de son père, lui aussi à voler. Dans le deuxième tableau, "Poussin" travaille sa voix pour participer à un concours de chant, et est un doux incapable de frapper, mais est attiré par la bande de caïds de son école, et finit par abandonner sa voix pour racketer des jeunes enfants. Dans le troisième, "Crapaud" récolte du métal, solitaire dans des ruines industrielles et accumule de l'argent dans sa cave. Le jour de son anniversaire, il croise un jour un trio de trois jeunes qui ont fui l'orphelinat, et qui lui montrent leur "trésor". Alors qu'ils se shootent pour oublier leurs misère, il les vole et les enferme. Dans le quatrième, Aslan, jeune étudiant en biologie houspillé par son professeur, pousse son amie à avorter, et finit par ne plus manger, mais boit sans arrêt de l'eau pour faire pousser un arbre à l'intérieur de lui,.

## Fiche technique
- Titre : L'Ange blessé
- Titre original : Жаралы періште (Ranenyy angel)
- Réalisation : Émir Bayğazin
- Photographie : Yves Cape[3]
- Montage : Émir Bayğazin
- Prise de son : Markus Krohn
- Costumes : Kamilla Kurmanbekova
- Maquillage : Alevtina Pagina
- Décors : Sergey Kopylov
- Genre : drame
- Producteurs : Anna Vilgelmi, Beibit Muslimov
- Production : KazakhFilm Studios JSC, Capricci, Augenschein Filmproduktion
- Direction de la production : Marlen Abishev
- Pays d'origine :  Kazakhstan ,  France, et  Allemagne
- Année de production : 2015
- Année de sortie : 2016[1]

## Distribution
- Nurlybek Saktaganov : Jaras
- Madiyar Aripbay : Poussin
- Madiyar Nazarov : Crapaud
- Omar Adilov : Aslan
- Anzara Barlykova : Rosa
- Timur Aidarbekov
- Kanagat Taskaraev
- Rasul Vilyamov[1]

## Autour du film
Le réalisateur explique avoir voulu présenter des personnages confrontés à des dilemmes moraux, à travers le prisme grossissant de l'adolescence, qui prennent conscience qu'ils ont fait le mauvais choix, dans une période de crise pour le Kazakhstan, avec des orphelinats surpeuplés, des coupures d'électricités, et où des lois scélérates étaient devenues la norme,. Ces portraits peuvent être vus comme une allégorie du Kazakhstan post-soviétique.

## Distinctions

### Festival
Le film a notamment été présenté en première mondiale à la Berlinale 2016, dans la section Panorama.

### Récompense
Il a gagné le prix Fipresci au 12e Festival international du film Eurasia en 2016 et le prix Postrepublic des Work-in-progress Awards au 20e Festival du film de Sarajevo 2014,.